# Плёкадёк
Плёкадёк (фр. Pleucadeuc) — коммуна на северо-западе Франции, находится в регионе Бретань, департамент Морбиан, округ Ван, кантон Мореак. Расположена в 37 км к северо-востоку от Вана, в 7 км от национальной автомагистрали N166.

## География
Территория коммуны покрыта ландами (лесистыми песчаными равнинами), также по ней протекает река Кле (фр. Claie).

## Население
По состоянию на 2019 год население коммуны составляло 1 820 человек.

## Интересные факты
С 1994 года на территории Плёкадёка проводится фестиваль близнецов «Deux et plus» (дословный перевод — «Двое и более»). За 15 лет фестиваль, проходящий каждый раз 15 августа, стал крупнейшим ежегодным фестивалем во Франции и одним из крупнейших в Европе.